# Synagogenbezirk Rüthen-Anröchte
Der Synagogenbezirk Rüthen-Anröchte mit Sitz in Rüthen, einer Stadt im Kreis Soest in Nordrhein-Westfalen, war ein Synagogenbezirk, der nach dem Preußischen Judengesetz von 1847 geschaffen wurde.
Dem 1854 gegründeten Synagogenbezirk gehörten die Juden in Rüthen, Altenrüthen und Anröchte an.